# Димидій (екзопланета)
Димидій (англ. Dimidium, 51 Пегаса b, 51 Pegasi b / 51 Peg b), неофіційно відома як Белерофонт — це екзопланета, що знаходиться на відстані близько 50 світлових років (15 парсеків) від Землі в сузір'ї Пегас. Вона була першою екзопланетою, відкритою на орбіті зорі головної послідовності, схожої на Сонце — 51 Пегаса, і стала проривом в астрономічних дослідженнях. Ця планета є прототипом класу планет, званих гарячими Юпітерами. У 2017 році в атмосфері планети були виявлені сліди води. У 2019 році Нобелівську премію з фізики було присуджено частково за відкриття 51 Пегаса b.

## Назва
51 Пегаса — це позначення зорі за системою Флемстида. Планету спочатку позначили як 51 Пегаса b, коли її відкрили Мішель Майор та Дідьє Кело в 1995 році. У наступному році астроном Джеффрі Марсі неофіційно дав їй ім'я «Белерофонт», дотримуючись традиції давати планетам імена з грецької та римської міфології (Белерофонт — персонаж грецької міфології, який осідлав крилатого коня Пегаса).
У липні 2014 року Міжнародний астрономічний союз започаткував програму NameExoWorlds для присвоєння офіційних імен деяким екзопланетам і їхнім зорям. Цей процес включав публічне номінування та голосування за нові назви. У грудні 2015 року Міжнародний астрономічний союз оголосив, що переможцем конкурсу стала назва цієї планети — Димидій. Назва була запропонована Астрономічним товариством Люцерна (Швейцарія). «Dimidium» латинською означає «половина» і належить до маси планети, яка становить приблизно половину маси Юпітера.

## Відкриття
Екзопланету 51 Пегаса b було офіційно оголошено 6 жовтня 1995 року Мішелем Майором та Дідьє Кело з Женевського університету в журналі Nature. Вони використали метод Доплера за допомогою спектрографа ELODIE на телескопі обсерваторії Верхнього Провансу у Франції, що стало сенсацією у світі астрономії. Це відкриття стало важливим етапом у пошуках екзопланет і зробило можливим відкриття інших планет за межами нашої Сонячної системи. За це досягнення Мейор і Кело були нагороджені Нобелівською премією з фізики у 2019 році. Планету виявили завдяки чутливому спектроскопу, який дозволяв виявляти невеликі й регулярні зміни швидкості спектральних ліній зорі на рівні близько 70 метрів на секунду. Ці зміни зумовлені гравітаційним впливом планети на зорю, і були виявлені на відстані лише 7 мільйонів кілометрів від зорі. Через тиждень після оголошення відкриття, інша команда астрономів підтвердила це відкриття за допомогою Обсерваторії Ліка в Каліфорнії.

## Фізичні характеристики

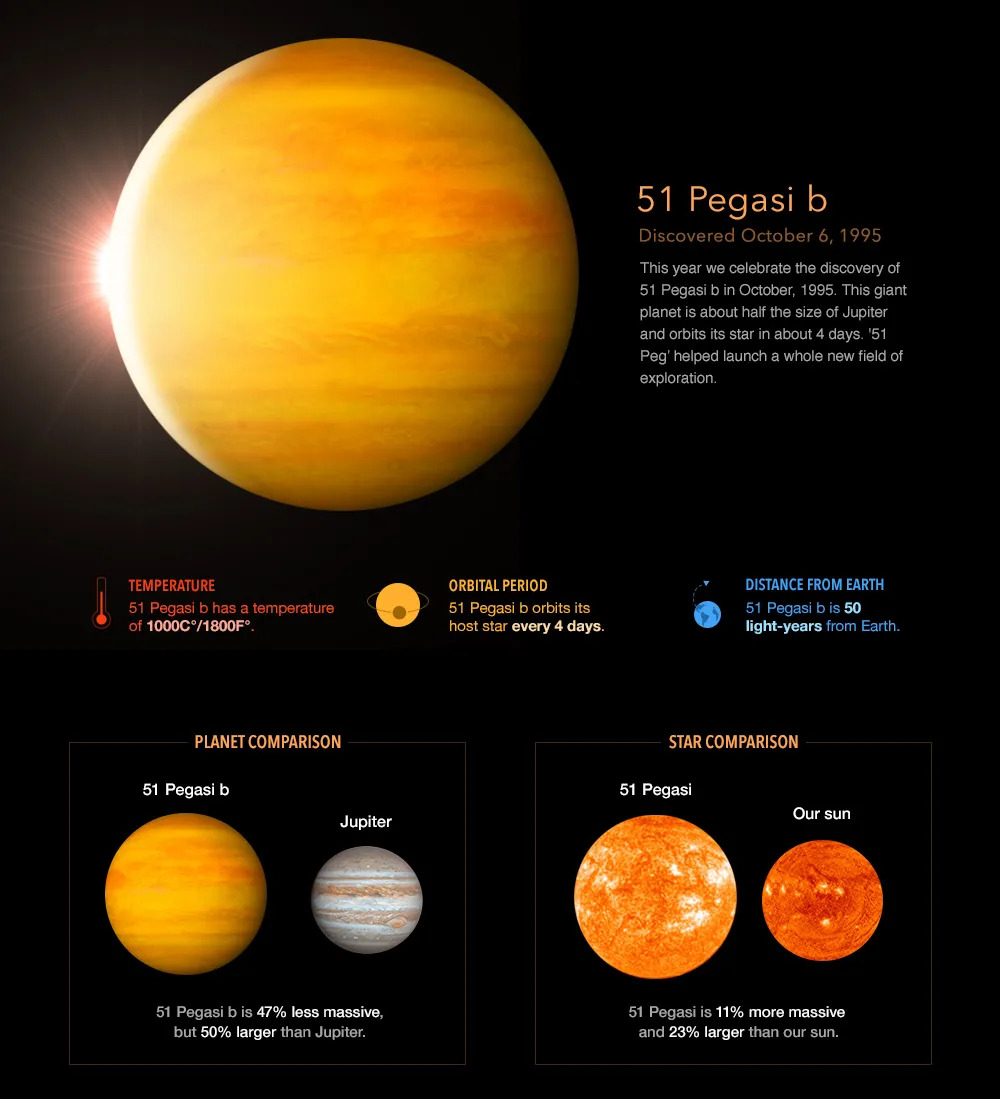
Характеристика планети 51 Пегаса b за даними НАСА

Після свого відкриття 51 Пегаса b була підтверджена численними командами, які отримали додаткові спостереження її властивостей. Було встановлено, що планета обертається навколо своєї зорі за приблизно чотири дні, знаходячись набагато ближче до зорі, ніж Меркурій до Сонця. Орбітальна швидкість планети становить 136 км/с (300 000 миль на годину). Попри те, що її мінімальна маса становить лише половину маси Юпітера (приблизно 150 разів більше маси Землі), її близька відстань до зорі робить її однією з найбільш вивчених екзопланет. На той час існування такої величезної планети, так близько до своєї зорі, суперечило наявним теоріям формування планет і було сприйнято як аномалію. Згодом було відкрито багато інших гарячих юпітерів, що спонукало астрономів переглянути свої теорії формування планет, зокрема враховуючи міграцію планет, що стала основною гіпотезою для пояснення існування таких екзопланет.
Якщо припустити, що планета має ідеально сірий колір без парникових чи припливних ефектів і має Бондівське альбедо 0,1, її температура буде близько 1,265 K (992 °C; 1,817 °F). Ця температура розташована між прогнозованими температурами для екзопланет HD 189733 b та HD 209458 b, що варіюються від 1,180 K (910 °C; 1,660 °F) до 1,392 K (1,119 °C; 2,046 °F) до того, як ці планети були виміряні. Температура планети з таким альбедо відображає ефекти випромінювання та поглинання енергії від її зорі, що сприяє формуванню температури поверхні. Прогнозування таких температур важливе для розуміння атмосферних та фізичних умов на таких планетах, а також для подальших досліджень на основі емпіричних даних.

## Твердження про пряме виявлення видимого світла
У 2015 році було опубліковано дослідження, в якому стверджувалося, що вдалося побачити планету 51 Пегаса b у видимому світлі. Для цього використовувався спеціальний інструмент High Accuracy Radial velocity Planet Searcher (HARPS), встановлений на обсерваторії Ла-Сілья в Чилі. Якщо це виявлення підтвердиться, воно дозволить точно визначити масу планети, яка становить 0,46 маси Юпітера. Крім того, це могло б свідчити, що планета має високе альбедо. Таке альбедо вказувало б на те, що планета може бути дуже великою — її радіус становив би до 1,9 ± 0,3 радіуса Юпітера.
Однак, коли спробували повторити це виявлення у 2020 році, нічого подібного не вдалося знайти. Це вказує на те, що альбедо планети, ймовірно, нижче за 0,15. У 2021 році зробили нові вимірювання і виявили слабкий сигнал від світла, яке планета відбиває. Але для того, щоб точно визначити, як саме розсіюється це світло, необхідно зробити певні припущення про те, як світло взаємодіє з атмосферою планети. Попри це, цей сигнал може все ж вказувати на те, що альбедо планети є високим.
Однак новіші дослідження не знайшли доказів відбитого світла, що змусило відмовитися від попередніх висновків про великий радіус і високе альбедо. Замість цього, тепер вважається, що 51 Пегаса b має низьке альбедо і радіус близько 1,2±0,1 радіуса Юпітера.